# スネクマ シルバークレスト

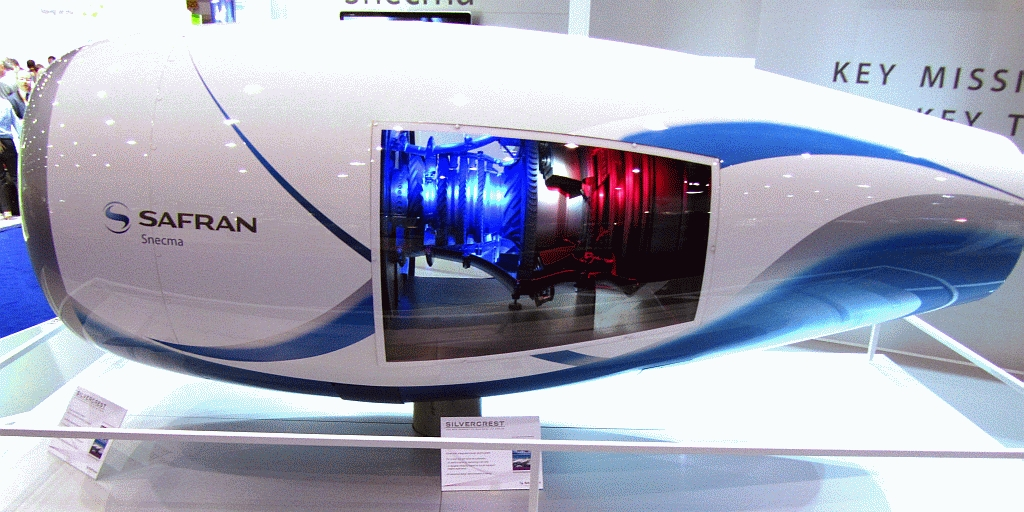
スネクマ シルバークレスト

シルバークレスト（Silvercrest ）とは、スネクマがビジネスジェット用に開発中のターボファンエンジンである。

## 設計と開発
2006年NBAAの会場で発表された。
このエンジンは元々8,500 lbf (38 kN)から10,500 lbf (47 kN)の推力のターボファンとして設計されたが、最大離陸重量(MTOW)が45,000 lb (20,000 kg)から 60,000 lb (27,000 kg)の中型の客室の大きいビジネスジェット機または40から60席のリージョナルジェット用のエンジンになった。原型機の開発以来、推力は9,500 lbf (42 kN)から12,000 lbf (53 kN)に引き上げられた。
エンジンの構造は中実の幅広の後退角を持つファンでブースターはない。軸流式低圧圧縮機4段＋遠心式高圧圧縮機1段で構成される。総圧縮比は27:1でコアのみの圧縮比は"17以上"である。高圧圧縮機は単段のタービンで駆動され、40 in（約1.0 m）径のファンは3段式の低圧タービンで駆動される。
エンジンコア実証機の高圧圧縮軸と燃焼器の離陸時の回転数は20,300 rpmに達する。
実物大のエンジン実証機は2008年末に運転され2010年または2011年初頭に認証を取得し、販売は2012年を予定している。
2008年1月現在、まだこのエンジンを選択した航空機メーカーはない。
スネクマと同様にサフラングループの一部であるチュルボメカは遠心式圧縮機の設計を担当している。

## 仕様
一般的特性
- 形式: 軸流式と遠心式圧縮機, 2軸式, バイパスターボファンエンジン（バイパス比: およそ 4.5[5]）
- 全長: およそ. 74 in (1,900 mm)[5]
- 直径: ファン: およそ. 40 in (1,000 mm)[5]
- 乾燥重量:

構成要素
- 圧縮機: 低圧: 1段軸流式ファン（ブースターなし）、高圧: 軸流式4段 + 遠心式1段[5]
- タービン: 低圧: 軸流式3段, 高圧: 軸流式1段[5]

性能
- 推力: 9,500 lbf (42 kN) から 12,000 lbf (53 kN)[3]
- 全圧縮比（英語版）: およそ. 27 [5]
- 出力重量比: